# Ришар, Луи Клод
Луи Клод Ришар, или Луи Клод Мари Ришар (фр. Louis Claude Marie Richard; 19 сентября 1754[…], Версаль — 6 июня 1821, Париж) — французский ботаник.

## Биография
Луи Клод Ришар родился в Версале 19 сентября 1754 года.
С 1781 по 1789 год он изучал растения в Центральной Америке и Вест-Индии. После возвращения во Францию Луи Клод Ришар стал профессором в Париже. Его сын Ашиль Ришар также был известным французским ботаником.
Луи Клод Ришар умер в Париже 6 июня 1821 года.

## Научная деятельность
Луи Клод Ришар специализировался на папоротниковидных, Мохообразных и на семенных растениях.

## Научные работы
- Flora Borealis Americana, 1803.
- Analyse du Fruit, 1808.
- Demonstrations botaniques, Париж, 1808.
- De Orchideis Europaeis Annotationes, Париж, 1817.
- Observations on the Structure of Fruits and Seeds; en colab. con Lindley, John. 1819.
- Commentatio botánica de Conifereis et Cycadeis Paris sep-nov 1826.
- De Musaceis commentatio botánica en colab. con Achille, Richard. Париж, 1831.
- Monographia Melastomacearum en colab. con Bonpland, Aime & Saint-Hilaire & Kunth.